# Remember (迷你專輯)

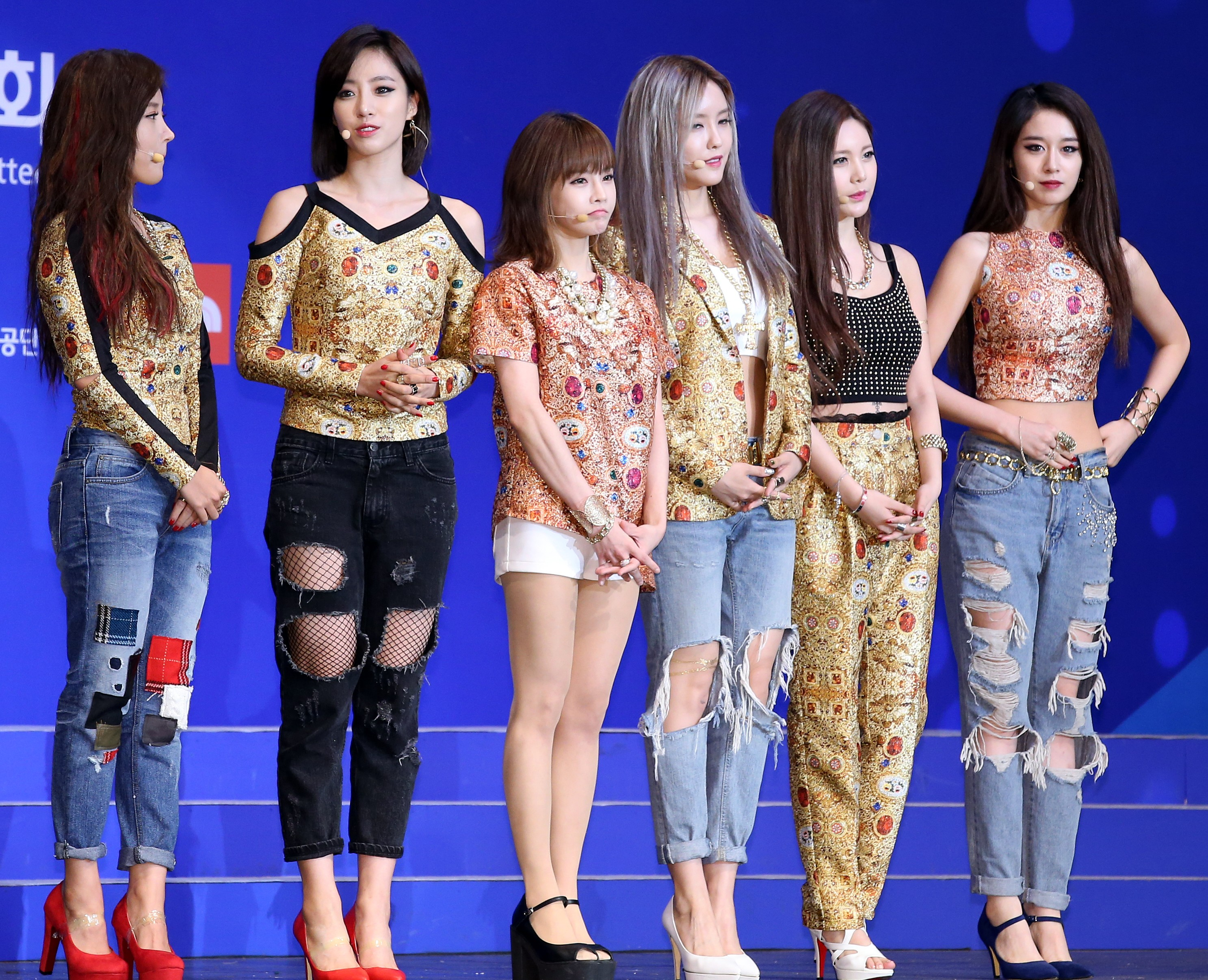
2014年的T-ara组合

《Remember》是韓國女子音樂組合T-ara的第九張韓語迷你專輯（雖稱為第十二張），由MBK娛樂於2016年11月9日發布。此次專輯為全寶藍及朴昭妍最後一張在T-ara所發行之專輯，兩人合約於2017年5月15日到期，在參加台灣演唱會後並沒有續約及參與後續專輯活動。

## 發行背景
2016年10月，MBK娛樂對外表示旗下女子組合將於11月發布與二段橫踢共同合作的新專輯 。10月中旬，MBK娛樂對外表示T-ara將會於11月9日攜帶新曲回歸樂壇 。11月1日，T-ara表示新專輯主打曲《Tiamo》是取自「我愛你」的義大利語，而新曲將會結合中等節奏的方式來表達背後所要訴說的意涵。在回歸前夕，T-ara寫了一封手寫信給粉絲，表示想感謝粉絲長達1年3個月的等待，並希望能與粉絲共創美好回憶。回歸之後，T-ara在金興國主持的《The Radio Star》表示專輯主打曲《Tiamo》是寫給粉絲的歌。

## 音樂錄影帶
11月5日，MBK娛樂公布首波的音樂錄影帶預告並同時公布了拍攝現場花絮。在首波預告中，成員芝妍以悲傷流淚的模樣站在飄起的蘆葦中，吸引了眾人目光。2日後，MBK娛樂公布了第二波的音樂錄影帶預告。在第二波預告中，背景採聖誕風格，而T-ara在預告中在白雪中跳舞。11月9日，MBK公布T-ara新專輯《Remember》的音源，同時公布了主打曲《Tiamo》的音樂錄影帶。在音樂錄影帶公布不到2天的時間，點閱率便破百萬，而積極展開T-ara中國市場的MBK娛樂訂於11月14日公布中文版《Tiamo》的音樂錄影帶，但因其他因素延在11月18日公開中文版《Tiamo》的音樂錄影帶。在《Tiamo》的音樂錄影帶推除不到一週之餘，在中國最大音樂排行榜《音悅Tai》的點擊率突破1億3千萬，並在隔年2月榮獲美國Fuse TV最佳韓流音樂錄影帶第一名。

## 曲目列表
| 曲序 | 曲目                                 |                             | 作曲                        | 时长 |
| ---- | ------------------------------------ | --------------------------- | --------------------------- | ---- |
| 1.   | TIAMO（Korean Ver.）                 | Long Candy、Jinli           | 二段橫踢、Eastwest          | 3:23 |
| 2.   | 只痛到今天（오늘까지만 아파할 거야） | 朴俊炯、彼得潘              | 朴俊炯、彼得潘              | 3:14 |
| 3.   | 離別：電影（이별 영화）              | Long Candy、二段橫踢、SEION | Long Candy、二段橫踢、SEION | 3:36 |
| 4.   | TIAMO（Chinese Ver.）                | Long Candy、Jinli           | 二段橫踢、Eastwest          | 3:23 |
| 5.   | TIAMO（伴奏）                        |                             | 二段橫踢、Eastwest          | 3:23 |

## 發行歷史
| 專輯          | 日期          | 形式     | 發行公司           |
| ------------- | ------------- | -------- | ------------------ |
| 《Remember 》 | 2017年11月9日 | 數位下載 | MBK Entertainment  |
| 《Remember 》 | 2017年11月9日 | CD       | MBK娛樂、Interpark |

## 排行榜
| 榜單名稱（2016年） | 最高排名 |
| ------------------ | -------- |
| Gaon每週專輯榜     | 4        |
| Gaon每月專輯榜     | 16       |